# Rissoa toroensis
Rissoa toroensis är en snäckart som beskrevs av Olsson och McGinty 1958. Rissoa toroensis ingår i släktet Rissoa och familjen Rissoidae. Inga underarter finns listade i Catalogue of Life.